# Mar de dioses
Mar de dioses es el segundo álbum de estudio de la banda española de heavy metal Sphinx y fue publicado por el sello DRO EastWest en formato de disco compacto en el año de 2003.

## Grabación
Los trabajos de grabación de esta producción discográfica fueron realizados en su mayoría en los Estudios La Nave de Cádiz, España, mientras que el sonido de la batería fue grabado en los Estudios La Factoría en la localidad de San Fernando, cerca de la capital de la provincia antes mencionada. El álbum fue mezclado en La Nave y masterizado en los Estudios Master Tips en Madrid. La producción de Mar de dioses corrió en su totalidad por Manuel Rodríguez, líder de la banda.
El disco presenta una versión del tema «I Want It All» de la banda británica de rock Queen.

## Lista de canciones
| N.º   | Título                               | Escritor(es)                    | Duración |  |
| 1.    | «Porto suite» (canción instrumental) | Manuel Rodríguez / Santi Suárez | 1:53     |  |
| 2.    | «Santa maldad»                       | Manuel Rodríguez                | 5:27     |  |
| 3.    | «Sangre de Egipto»                   | Suárez / Nino Ruiz              | 5:31     |  |
| 4.    | «Recluso 943»                        | Rodríguez / Suárez              | 6:03     |  |
| 5.    | «Momentos de lucidez»                | Manuel Rodríguez                | 6:30     |  |
| 6.    | «Noche maldita»                      | Rodríguez / Suárez              | 6:22     |  |
| 7.    | «Llanto de soledad»                  | Manuel Rodríguez                | 6:04     |  |
| 8.    | «El cielo puede esperar»             | Manuel Rodríguez                | 8:22     |  |
| 9.    | «Miseria mundana»                    | Manuel Rodríguez                | 5:24     |  |
| 10.   | «Nostalgia»                          | Rodríguez/Díaz/Navarro          | 5:00     |  |
| 11.   | «Mentiras»                           | Manuel Rodríguez                | 4:58     |  |
| 12.   | «Luz en la oscuridad»                | Delgado/Bala                    | 4:01     |  |
| 13.   | «I Want It All» (versión de Queen)   | Brian May                       | 4:34     |  |
| 14.   | «Mar de dioses»                      | Manuel Rodríguez                | 7:58     |  |
| 78:07 |                                      |                                 |          |  |

## Créditos

### Sphinx
- Manuel Rodríguez — voz, piano (en los temas 7 y 10), teclados (en los temas 1 y 4) y programaciones.
- Justi Bala — guitarra.
- Santi Suárez — guitarra.
- Andrés Duende — bajo.
- Carlos Delgado — batería.

### Músico adicional
- Nino Ruiz — teclados.

### Personal de producción
- Manuel Rodríguez — productor, ingeniero de audio y mezcla.
- Josema Dalton — ingeniero de audio.
- Juan Hidalgo — masterización.
- Javier Lara — diseño de arte de portada.
- Daniel Cruz — diseño gráfico.
- Sphinx — fotografía.
- Ana M. Chillarón — fotografía.
- Ernesto R. — fotografía.